# Oligosarcus perdido
Oligosarcus perdido är en fiskart som beskrevs av Ribeiro, Cavallaro och Froehlich 2007. Oligosarcus perdido ingår i släktet Oligosarcus och familjen Characidae. Inga underarter finns listade i Catalogue of Life.